# 167 Urda
167 Urda este un asteroid din centura principală, descoperit pe 28 august 1876, de Christian Peters.